# Hackberry, Texas
Hackberry là một thị trấn thuộc quận Denton, tiểu bang Texas, Hoa Kỳ. Năm 2010, dân số của thị trấn này là 968 người.

## Dân số
- Dân số năm 2000: 544 người.
- Dân số năm 2010: 968 người.